# Ускоусте жабе
{{Taxobox
| name = Ускоусте жабе
| image = Gastrophryne carolinensis.jpg
| image_width = 240px
| image_caption = 
| fossil_range = Рани миоцен до данас
| regnum = 
| phylum = 
| classis = 
| ordo = 
| subordo = 
| familia = 
| familia_authority = Günther, 1858
| subdivision_ranks = Потпородице
| subdivision = 
-{Asterophryinae

Brevicipitinae

Cophylinae 

Dyscophinae 

Genyophryninae 

Melanobatrachinae 

Microhylinae 

Phrynomerinae 

Scaphiophryninae}-
| range_map = Microhylidae map-1-.png
| range_map_width = 240px
| range_map_caption = Дистрибуција Microhylidae (црно)
}}
Ускоусте жабе су породица жаба.

## Карактеристике
Многе врсте користе скровишта и при томе то могу бити скровишта других животиња или њихова сопствена која копају њушком или рожнатим израштајима на задњим ногама.

## Ареал
Могу се наћи у Америци, Африци и Мадагаскару, Азији и Новој Гвинеји.